# 7495 Feynman
7495 Feynman este un asteroid din centura principală de asteroizi.

## Descriere
7495 Feynman este un asteroid din centura principală de asteroizi. A fost descoperit pe 22 noiembrie 1995 la Observatorul Kleť de Miloš Tichý și Zdeněk Moravec
. Asteroidul prezintă o orbită caracterizată de o semiaxă mare de 2,80 ua, o excentricitate de 0,16 și o înclinație de 6,8° în raport cu ecliptica.